# Hans Luther
Hans Luther (Berlín, Imperio alemán, 10 de marzo de 1879-Düsseldorf, Alemania Occidental, 11 de mayo de 1962) fue canciller de Alemania del 15 de enero de 1925 al 17 de mayo de 1926 en la República de Weimar. Asimismo fue presidente interino de Alemania, tras la muerte del presidente Friedrich Ebert.

## Biografía
Nacido en Berlín como hijo de un comerciante de madera, Luther se inició en política en 1907 al convertirse en miembro del consejo municipal de la ciudad de Magdeburgo. Luego, fue secretario general de la Deutscher Städtetag en 1913 y alcalde de Essen en 1918. En diciembre de 1922, el canciller Wilhelm Cuno le nombró ministro de la Alimentación.
Del 6 de octubre de 1923 hasta el 15 de enero de 1925 fue ministro de Finanzas. Logró poner fin a la inflación mediante una reforma monetaria. En 1924 tomó parte en las negociaciones del Plan Dawes. Del 15 de enero de 1925 al 17 de mayo de 1926 fue canciller de Alemania. Luther también actuó brevemente como jefe de Estado tras la muerte de Friedrich Ebert. 
De 1930 a 1933 Hans Luther fue presidente del Reichsbank. Poco después fue nombrado embajador de Alemania en los Estados Unidos, cargo que ocupó desde 1933 a 1937.
En 1933, Luther dio una conferencia en el campus de la Universidad de Columbia en la cual Luther subrayó las "intenciones pacíficas" de Hitler hacia sus vecinos europeos. Nicholas Murray Butler, presidente de Columbia, rechazó las apelaciones estudiantiles para cancelar la invitación, llamando a la solicitud de "liberal" y citando la necesidad de la libertad académica. 
Después de la Segunda Guerra Mundial, Luther abandonó su retiro para convertirse en un asesor para el nuevo Gobierno.